# Further (band)
Further was een Amerikaanse indierockband uit Los Angeles.

## Bezetting
- Brent Rademaker[2] (gitaar)
- Darren Rademaker[3] (zang, gitaar)
- Josh Schwartz[4] (zang, gitaar)
- Kevin Fitzgerald[5]
- Pete 'Sleigher' Kinne[6]
- Chris Gunst[7]
- Jimmy Tamborello[8]
- Tom Sanford
- Keith Olsen

## Geschiedenis
Further ontwikkelde zich uit Shadowland, een jaren 1960-beïnvloede band, geleid door de broers Brent en Darren Rademaker, die de twee albums Shadowland (1989) en The Beauty of Escaping (1990) uitbracht bij Geffen Records. In tegenstelling tot Shadowland, was Further meer een indierockband en werd vergeleken met de leeftijdgenoten van Dinosaur Jr. en Sonic Youth (met Lee Ranaldo als gast op hun debuutalbum). Hun tweede album Sometimes Chimes bevatte 25 nummers en kenmerkte zich met Beck, Unrest, Pavement en Sebadoh. Fitzgerald verliet de band voor het uitbrengen van hun derde album Grimes Golden. De band werd  behoorlijk populair in het Verenigd Koninkrijk met hun platen, uitgebracht bij Creation Records (een uitgebreide versie van hun debuutalbum) en Fierce Panda. In 1995 nam de band een vijfnummerige sessie op voor John Peels BBC Radio 1-show. Het laatste album Next Time West Coast zag de sound van de band wisselen richting 1969/1970-rocksound, die de broers wilden uitproberen in hun latere bands The Tyde en The Beachwood Sparks.

## Discografie

### Singles
- 1992: Filling Station (Bong Load)
- 1992: Over & Out (Christmas Records)
- 1993: Overrated (No Guff)
- 1993: In A Lonely Place EP Four Letter Words (split EP met Allen Clapp, Kevin, Six Cents & Natalie)
- 1993: Hyde Park (split 7" met Poastal & Diskothiq, kwam met Over The Wall fanzine)
- 1993: Born Under a Good Sign EP (Standard Recordings)
- 1993: She Lives By The Castle First Strike (split single met Fluf)
- 1994: Chimes at Christmas EP Christmas Further w/ the Summer Hits  (split EP met O & Judy en Rodchester)
- 1995: Distance EP Lissy's (double 7-inch)
- 1995: The Further John Peel Sessions (Boxing Day)
- 1996: I Wanna be a Stranger / They said it couldn't happen here...and it didn't (Kirb Dog)
- 1997: The Fakers and the Takers (Fierce Panda)

### Albums
- 1992: Grip Tape (Christmas Records)
- 1993: Super Griptape (Ball Product/Creation Records)
- 1993: Sometimes Chimes (Christmas Records)
- 1994: Grimes Golden (Fingerpaint/Runt)
- 1996: Next Time West Coast 100 Guitar Mania (Japan)

### Compilaties
- 1994: Rich Kids on Jabberjaw, Good to the Last Drop (Mammoth)
- 1995: Pretty Core on My So Called Life (music from the television series) Atlantic
- 1995: Insight on A Means to an End, the Music of Joy Division Virgin
- 1995: Juniper on Notes From the Underground Volume 2 (Priority)
- 1995: lhs '79 (live) on KXLU, 88.9FM, Los Angeles, Live, Volume 1 (KXLU)
- 1996: Day to Day on Pop American Style (March)
- 1997: Quiet Riot Grrl on Modern Day Paintings by Original Musical Artists (Fingerpaint)
- 1999: The Fakers & The Takers on Nings and Roundabouts (Fierce Panda)
- 2001: I Wanna Be a Stranger on Songs for Cassavetes (Better Looking)